# Sulisław (gromada)
Sulisław – dawna gromada, czyli najmniejsza jednostka podziału terytorialnego Polskiej Rzeczypospolitej Ludowej w latach 1954–1972.
Gromady, z gromadzkimi radami narodowymi (GRN) jako organami władzy najniższego stopnia na wsi, funkcjonowały od reformy reorganizującej administrację wiejską przeprowadzonej jesienią 1954 do momentu ich zniesienia z dniem 1 stycznia 1973, tym samym wypierając organizację gminną w latach 1954–1972.
Gromadę Sulisław z siedzibą GRN w Sulisławiu utworzono – jako jedną z 8759 gromad na obszarze Polski – w powiecie ostrowskim w woj. poznańskim, na mocy uchwały nr 32/54 WRN w Poznaniu z dnia 5 października 1954. W skład jednostki weszły obszary dotychczasowych gromad: Janków Zaleśny ze zniesionej gminy Raszków i Sulisław ze zniesionej gminy Daniszyn w tymże powiecie. Dla gromady ustalono 10 członków gromadzkiej rady narodowej.
1 stycznia 1962 z gromady Sulisław wyłączono miejscowości Florek, Janków Zaleśny, Majcher i Nychy, włączając je do gromady Daniszyn w tymże powiecie, po czym gromadę Sulisław zniesiono, a jej (pozostały) obszar włączono do gromady Raszków tamże.